# Controcultura
Una controcultura è una cultura i cui valori e norme comportamentali differiscono sostanzialmente da quelli della società dominante, talvolta diametralmente opposti alle consuetudini culturali prevalenti. Un movimento controculturale esprime l'etica e le aspirazioni di una popolazione specifica durante un'era ben definita. Quando le forze di opposizione raggiungono una massa critica, le controculture possono innescare cambiamenti culturali drammatici. Esempi significativi di controculture nel mondo occidentale includono i Livellatori (1645-1650), il movimento artistico Bohème (1850-1910), la controcultura più frammentaria della Beat Generation (1944-1964) e la  controcultura globalizzata degli anni '60 (1965-1973).

## Definizione e caratteristiche
John Milton Yinger coniò il termine "controcultura" nel suo articolo del 1960 su "American Sociological Review". Yinger suggerì l'uso del termine controcultura "ovunque il sistema normativo di un gruppo contenga, come elemento primario, un tema di conflitto con i valori della società complessiva, dove le variabili di personalità sono direttamente coinvolte nello sviluppo e nel mantenimento dei valori del gruppo e ovunque le sue norme possano essere comprese solo facendo riferimento alle relazioni del gruppo con una cultura dominante circostante."
Alcuni studiosi hanno attribuito la controcultura a Theodore Roszak, autore di "La nascita di una controcultura". La controcultura divenne evidente nei media durante la rivoluzione sociale che investì le  Americhe, l'Europa occidentale, il Giappone, l'Australia e la Nuova Zelanda negli anni '60.
Gli studiosi differiscono nelle caratteristiche e nella specificità che attribuiscono alla "controcultura". La cultura "mainstream" è ovviamente difficile da definire e in qualche modo diventa identificata e compresa attraverso il contrasto con la controcultura. La controcultura potrebbe opporsi alla cultura di massa (o "cultura dei media"), o alla cultura e ai valori della classe media. La controcultura è talvolta concepita in termini di conflitto generazionale e di rifiuto dei valori più vecchi o degli adulti.
La controcultura può essere esplicitamente politica o meno. Coinvolge tipicamente la critica o il rifiuto delle istituzioni attualmente potenti, con la speranza di una vita migliore o di una nuova società. Non guarda favorevolmente alla politica di partito o all'autoritarismo.
Lo sviluppo culturale può anche essere influenzato dalla controcultura. Studiosi come Joanne Martin e Caren Siehl considerano la controcultura e lo sviluppo culturale come "un gioco di equilibrio, [in cui] alcuni valori fondamentali di una controcultura dovrebbero rappresentare una sfida diretta ai valori fondamentali di una cultura dominante". Pertanto, una cultura prevalente e una controcultura dovrebbero coesistere in una simbiosi difficile, mantenendo posizioni opposte su questioni preziose che sono essenzialmente importanti per ciascuna di esse. Secondo questa teoria, una controcultura può contribuire a una serie di funzioni utili per la cultura prevalente, come "articolare le basi tra comportamento appropriato e inappropriato e fornire un rifugio sicuro per lo sviluppo di idee innovative".
Verso la fine degli anni '60, gli hippie divennero il gruppo controculturale più grande e visibile negli Stati Uniti.
Secondo Sheila Whiteley, "gli sviluppi recenti nella teoria sociologica complicano e problematizzano le teorie sviluppate negli anni '60, con la tecnologia digitale, ad esempio, che fornisce uno stimolo per nuove comprensioni della controcultura". Andy Bennett scrive che "nonostante gli argomenti teorici che possono essere sollevati contro il valore sociologico della controcultura come termine significativo per categorizzare l'azione sociale, come la sottocultura, il termine sopravvive come concetto nella teoria sociale e culturale... diventando parte di una memoria ricevuta e mediata". Tuttavia, "ciò coinvolgeva non solo l'utopico ma anche il distopico e mentre i festival come quelli svolti a Monterey e Woodstock potrebbero sembrare abbracciare il primo, le morti di figure iconiche come Brian Jones, Jimi Hendrix, Jim Morrison e Janis Joplin, il caos nichilista ad Altamont e la figura oscura di Charles Manson gettano una luce più cupa sulla sua agenda sottostante, che ci ricorda che 'questioni patologiche sono ancora molto presenti nel mondo odierno'.

## Letteratura
La controcultura degli anni '60 e dei primi anni '70 ha generato la propria unica forma di letteratura degna di nota, inclusi fumetti e cartoni, talvolta definiti come stampa underground. Negli Stati Uniti, ciò include il lavoro di Robert Crumb e Gilbert Shelton e comprende Fritz il gatto; il disegno della copertina dell'album Cheap Trills; e in diversi paesi contributi a International Times, The Village Voice e Oz magazine. Verso la fine degli anni '60 e i primi anni '70, questi fumetti e riviste erano disponibili per l'acquisto nei negozi specializzati insieme a oggetti come perline, incenso, carta da sigaretta, abbigliamento tinto, poster Day-Glo, libri, ecc.
Verso la fine degli anni '60 e i primi anni '70, alcuni di questi negozi che vendevano articoli hippie divennero anche caffè dove gli hippie potevano passare il tempo, chiacchierare, fumare cannabis, leggere libri, ecc., come ad esempio Gandalf's Garden in King's Road, Londra, che pubblicava anche una rivista omonima. Un altro negozio di libri hippie/anarchico simile era Mushroom Books, nascosto nella zona di Lace Market a Nottingham.

## Musica
Alcuni generi tendono a sfidare le società con il loro contenuto che è inteso a mettere in discussione apertamente le norme all'interno delle culture e persino a creare cambiamenti solitamente verso un modo di pensiero più moderno. Molto spesso, le fonti di queste controversie possono essere trovate nell'arte, come nel caso di Marcel Duchamp, la cui opera Fontana era destinata ad essere "un attacco calcolato alle convenzioni più basilari dell'arte" nel 1917. Artisti controversi come Banksy basano gran parte delle loro opere sui media e sulla cultura dominante per presentare opere che di solito scuotono gli spettatori spingendoli a riflettere in modo più dettagliato sulla loro opera e sui temi che vi sono dietro. Un ottimo esempio si trova in Dismaland, il progetto più grande di "anarchismo" mai organizzato ed esposto, che mostra diverse opere come una "carrozza di zucca trainata da cavalli dell'iconica principessa Disney, che sembra rievocare la morte della principessa Diana".

### Musica
La controcultura è molto evidente nella musica, in particolare sulla base della separazione dei generi in quelli considerati accettabili e conformi allo status quo e quelli che non lo sono. Poiché molti gruppi minoritari sono già considerati controcultura, la musica che creano e producono può riflettere le loro realtà sociopolitiche e la loro cultura musicale può essere adottata come espressione sociale della loro controcultura. Anche se la musica può essere considerata controcultura, potrebbe godere effettivamente di molta popolarità, come si può notare dall'etichettatura dell'hip hop come genere di controcultura, nonostante sia uno dei generi di maggior successo commerciale e di alta classifica.

### Assimilazione
Molti di questi artisti, sebbene in passato fossero considerati tabù, sono stati assimilati nella cultura e non sono più una fonte di panico morale poiché non affrontano argomenti palesemente controversi o sfidano pilastri della cultura attuale. Invece di essere un argomento da temere, hanno avviato tendenze sottili che altri artisti e fonti media possono seguire.